# 49108 Gouttesolard
49108 Gouttesolard è un asteroide della fascia principale. Scoperto nel 1998, presenta un'orbita caratterizzata da un semiasse maggiore pari a 2,555498 UA e da un'eccentricità di 0,192090, inclinata di 5,830488° rispetto all'eclittica.